# لجنة هلسنكي النرويجية
لجنة هلسنكي النرويجية ( Den norske Helsingforskomité NHC ) هي منظمة غير حكومية نرويجية لحقوق الإنسان مقرها في أوسلو. تأسست عام 1977 بعد اعتماد اتفاقيات هلسنكي. تعمل على ضمان احترام حقوق الإنسان في الممارسة العملية. كانت تابعة لاتحاد هلسنكي الدولي لحقوق الإنسان المنحل الآن.

## الاهداف
تأسست لجنة هلسنكي النرويجية بعد اعتماد اتفاقيات هلسنكي. تقوم أنشطتها على مبدأ أن توثيق انتهاكات حقوق الإنسان ووجود مجتمع مدني قوي لهما أهمية حيوية حتى تتمكن الدول من حماية حقوق الإنسان داخل حدودها وخارجها. الهدف هو المساهمة في توثيق انتهاكات حقوق الإنسان في منطقة منظمة الأمن والتعاون في أوروبا، وتقديم المساعدة للأفراد والتأثير على الحكومات والمنظمات الدولية لإعطاء الأولوية لحقوق الإنسان. يركز اللجنة بشكل خاص على حرية التعبير، وحرية تكوين الجمعيات، والحق في تقرير المصير، وحقوق الأقليات، والحق في حرية الفكر والدين، والأمن الشخصي. 

## النشاط والاعمال
يهتم عمل لجنة هلسنكي النرويجية بشكل خاص بالدول في أوروبا وآسيا الوسطى وأمريكا الشمالية. في السنوات اللاحقة، ركز العمل الدولي بشكل خاص على دول الاتحاد السوفيتي السابق ودول غرب البلقان، أي دول يوغوسلافيا السابقة وألبانيا. تشمل الأجزاء المركزية من نشاطها مراقبة انتهاكات حقوق الإنسان والإبلاغ عنها، والتثقيف في مجال حقوق الإنسان  ودعم الديمقراطية في شكل نقل المعرفة والدعم المالي للمشاريع التي تديرها منظمات حقوق الإنسان المحلية. تقوم لجنة هلسنكي النرويجية أيضًا بمراقبة الانتخابات في مجموعة واسعة من البلدان وإعداد التقارير عنها، فضلاً عن الترتيب للمراقبة الدولية للانتخابات في النرويج. 
وتهدف اللجنة إلى التأثير على الرأي والسلطات فيما يتعلق بالقضايا الجارية، من خلال البيانات الإعلامية والمشاركة في النقاش العام، ووضع قضايا حقوق الإنسان على جدول الأعمال العام من خلال صفحتها على الإنترنت وتقاريرها السنوية ونشراتها الإخبارية. تشارك لجنة هلسنكي النرويجية في اجتماعات منظمة الأمن والتعاون في أوروبا (OSCE) ومجلس أوروبا والأمم المتحدة. في السنوات الأخيرة، انخرطت أيضًا في تعزيز استخدام المؤسسات القضائية الدولية مثل المحكمة الأوروبية لحقوق الإنسان والمحكمة الجنائية الدولية في القضايا الفردية ذات الأهمية الرئيسية.
حتى تم إغلاقها في عام 2008، كانت لجنة هلسنكي النرويجية تابعة إلى اتحاد هلسنكي الدولي لحقوق الإنسان، والذي كان عبارة عن مجموعة تتمتع بالحكم الذاتي من 44 لجنة وطنية في هلسنكي والمنظمات المرتبطة بها في أوروبا وآسيا الوسطى وأمريكا الشمالية.

## روابط خارجية
- موقع لجنة هلسنكي النرويجية